# 比亞拉 (魯塞州)

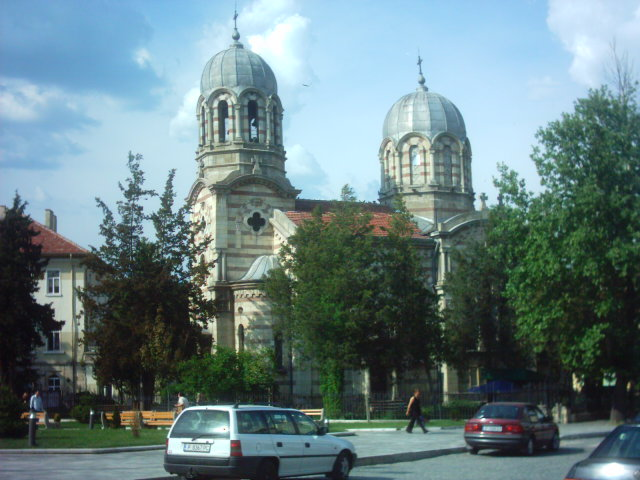

比亞拉是保加利亞的城鎮，位於該國北部多瑙河平原中部，距離首府魯塞54公里，毗鄰博羅沃，由魯塞州負責管轄，海拔高度54米，2009年人口9,015。